# 翁格羅維茨縣

52°48′N 17°12′E / 52.800°N 17.200°E
翁格羅維茨縣（波蘭語：Powiat wągrowiecki），是波蘭的縣份，位於該國中西部，由大波蘭省負責管轄，首府設於翁格羅維茨，面積1,041平方公里，2006年人口67,606，人口密度每平方公里65人。